# Walrasianisches allgemeines Gleichgewichtsmodell
Als Walrasianisches allgemeines Gleichgewichtsmodell bezeichnet man in der Wirtschaftstheorie eine nach Leon Walras benannte Form des Allgemeinen Gleichgewichtsmodells. Dem Modell liegt die Überlegung zugrunde, dass die von Haushalten und Unternehmen angebotenen und nachgefragten Mengen aller Güter in einer Volkswirtschaft von den Preisen aller dieser Güter abhängen. Ob es zu einem Gleichgewicht auf allen Märkten kommen kann, ist daher nur durch eine simultane Betrachtung aller Märkte zu entscheiden.

## Überschussnachfrage
Nimmt man an, dass die Optimierungsprobleme aller Haushalte und Unternehmen für jede Preiskonstellation eine eindeutige Lösung besitzen, so gibt es für jeden Haushalt h und jedes Unternehmen u eine Funktion, die jeder Preiskonstellation den zugehörigen optimalen Konsum- bzw. Produktionsplan zuordnet. Da es aber von den Preisen abhängen kann, ob jemand ein bestimmtes Gut anbietet oder nachfragt, und Haushalte nicht nur als Nachfrager, sondern auch als Anbieter der ihnen gehörenden Ressourcen auftreten können, verwendet man statt Angebots- und Nachfragefunktionen den Begriff der Überschussnachfrage. Ist diese für ein bestimmtes Gut und ein bestimmtes Wirtschaftssubjekt positiv, wird die entsprechende Menge nachgefragt, ist sie negativ, wird sie angeboten.
Gibt es insgesamt n verschiedene, durchnummerierte Güter, so wird eine Preiskonstellation durch einen Preisvektor
{\displaystyle p=(p_{1},p_{2},p_{3},...,p_{n})}
beschrieben, und für jedes Gut g ist die über alle Haushalte und Unternehmen aggregierte Überschussnachfrage eine Funktion
{\displaystyle z_{g}(p)} des gesamten Preisvektors p.
Schreibt man den Vektor der aggregierten Überschussnachfragen als
{\displaystyle z(p)=(z_{1}(p),z_{2}(p),z_{3}(p),...,z_{n}(p))},
so hat man eine Funktion z definiert, die jedem Preisvektor einen Vektor der aggregierten Überschussnachfragemengen zuordnet, und ein allgemeines Marktgleichgewicht lässt sich definieren als ein Preisvektor p*, für den z(p*)=0 gilt – oder, mit anderen Worten, als eine Preiskonstellation, bei der für jedes Gut aggregiertes Angebot und aggregierte Nachfrage gleich sind. (Aus formalen Gründen wird mitunter für ein freies Gut, dessen Preis also null ist, zugelassen, dass im Gleichgewicht ein Überangebot vorliegen könnte.)

## Existenz
Die Frage nach der Existenz eines (allgemeinen Markt-)Gleichgewichts – mathematisch also die Frage, ob z(p)=0 eine Lösung hat – lässt sich unter folgenden Bedingungen bejahen:
- Stetigkeit von z: Die (aggregierte) Überschussnachfragefunktion z ist eine stetige Funktion.
- Homogenität von z: Werden alle Preise mit einer positiven Zahl k multipliziert, ändern sich Überschussnachfragen nicht. Formal: z(kp)=z(p).
- Walras’ Gesetz: Der Wert aller aggregierten Überschussnachfragen, summiert über alle Güter, muss stets null sein. Formal: pz(p)=0.

In einem allgemeineren Modell, in dem insbesondere die Annahme aufgegeben wird, dass die Optimierungsprobleme von Haushalten und Unternehmen stets eine eindeutige Lösung haben, ist Existenz eines allgemeinen Marktgleichgewichts 1954 von Kenneth Arrow und Gerard Debreu, sowie unabhängig auch von Lionel Mckenzie bewiesen worden (s. auch Arrow-Debreu-Gleichgewichtsmodell).

## Eindeutigkeit
Aufgrund der Homogenität der Überschussnachfrage ist Eindeutigkeit der Gleichgewichtspreise – wörtlich genommen – nicht möglich: Gilt z(p*)=0, gilt auch z(kp*)=0. Eindeutig könnten jedoch die relativen Preise, also die Quotienten aus den jeweiligen gleichgewichtigen Güterpreisen sein. Eine hinreichende Bedingung hierfür ist die sogenannte Bruttosubstituierbarkeit der Güter:
Ist {\displaystyle p_{i}^{+}>p_{i}^{-}} und {\displaystyle p_{j}^{+}=p'_{j}} für alle {\displaystyle j\neq i}, so gilt: {\displaystyle z_{j}(p^{+})>z_{j}(p^{-})} für alle {\displaystyle j\neq i} (und aufgrund von Walras’ Gesetz dann {\displaystyle z_{i}(p^{+})<z_{i}(p^{+}-)}).

## Stabilität
Wird im Sinne eines Tâtonnement-Prozesses angenommen, dass außerhalb des Gleichgewichts der Preis eines Gutes sich stets erhöht, wenn eine (positive) Überschussnachfrage für dieses Gut besteht, dagegen fällt, wenn ein Überschussangebot besteht, lässt sich zeigen, dass Bruttosubstituierbarkeit aller Güter auch Stabilität des Gleichgewichts impliziert. Abweichungen vom Gleichgewicht führen dann zum Gleichgewicht zurück.